# Peter J. Gibson
Peter J. Gibson (* Dezember 1934 in Gillingham; † 2010) war ein britischer Mikrowellen-Ingenieur. Zu seinen bekanntesten Entwicklungen gehört die Vivaldi-Antenne.

## Leben

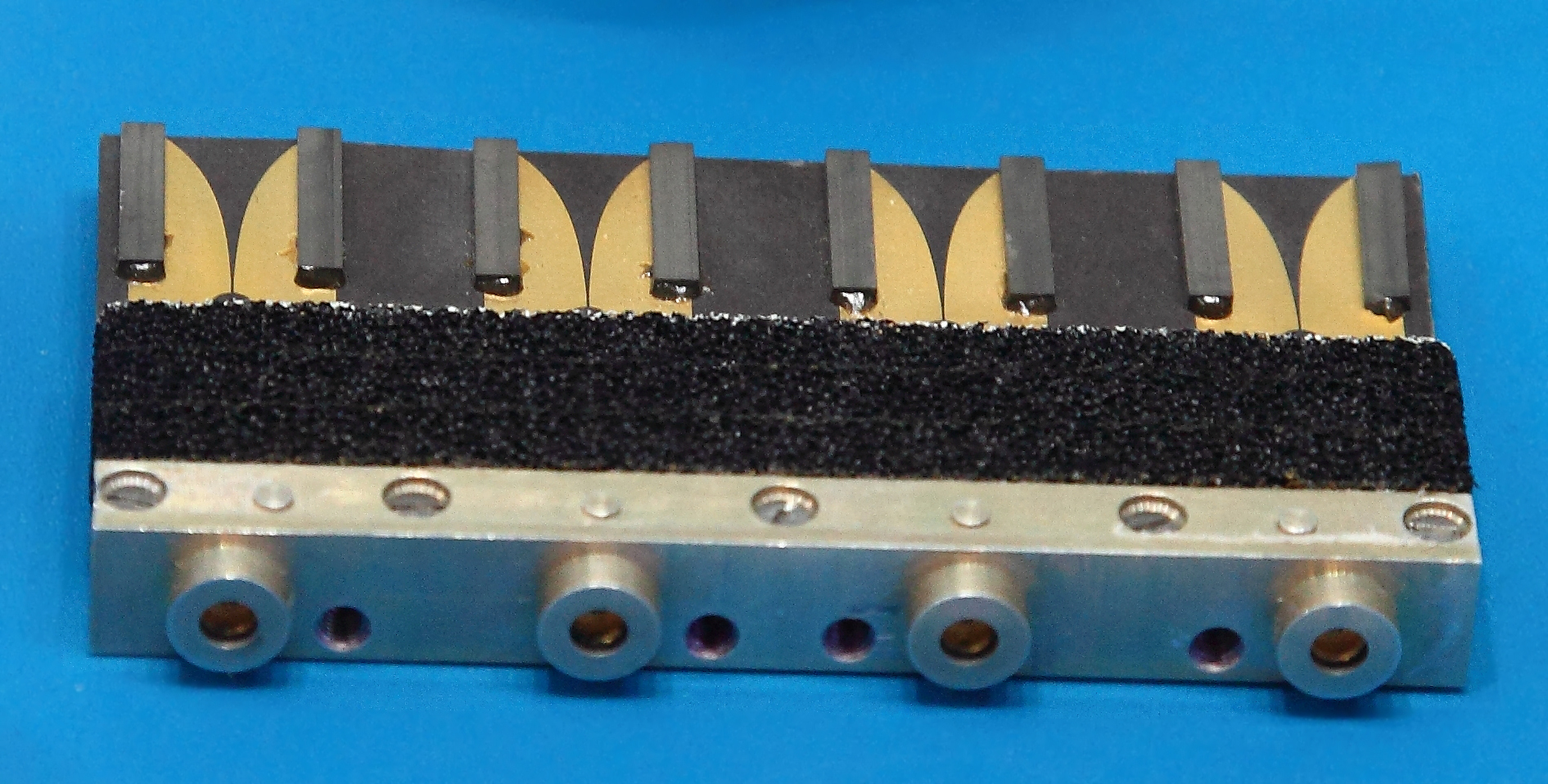
Planare Vivaldi-Antenne

Peter Gibson besuchte als Junge von 11 Jahren die Technical School in Chatham und ging danach, nun 16 Jahre alt, zur dortigen Werft Chatham Dockyard, wo er eine fünfjährige Berufsausbildung in Elektrotechnik erhielt. Mit 21 Jahren wechselte er in die  Forschungslaboratorien der Firma Mullard nach Redhill und studierte in Teilzeit fünf Jahre lang am Croydon College im südlichen Londoner Stadtbezirk Croydon. Mit Abschluss dort wurde er zum Ingenieur graduiert (chartered).
Die Mullard-Forschungslaboratorien gehörten damals zum niederländischen Weltkonzern Philips, bei dem Gibson nahezu sein ganzes Berufsleben lang blieb. Im Jahr 1977 wurden diese in Philips-Forschungslaboratorien Redhill umbenannt. Er arbeitete zumeist an der Entwicklung von Mikrowellen-Baugruppen, speziell an Mikrowellen-Antennen. Dies führte ihn im Jahr 1978 zur Erfindung der „Vivaldi-Antenne“, wie er sie ein Jahr später in seiner auf der Europäischen Mikrowellenkonferenz in Brighton präsentierten Veröffentlichung The Vivaldi Aerial bezeichnete. Warum Peter Gibson diese planare Mikrowellen-Antenne so nannte ist nicht vollständig geklärt. Er selbst hat dazu keine schriftliche Erklärung hinterlassen. Ein Freund und früherer Kollege jedoch, der in den 1980er-Jahren mit ihm zusammen im Forschungslaboratorium arbeitete und mit ihm bis zu seinem Tod in Kontakt blieb, berichtet:

Trompete, Hornlautsprecher (wie im Bild) und Peter Gibsons Vivaldi-Antenne weisen wichtige Analogien wie exponentielle Berandungsform und ähnliche Wellenabstrahlung auf

“Peter was really into music, composing pieces, teaching piano in those days and was a church organist. He told me that he called the tapered slot antenna a “Vivaldi” as it looked like the cross-section of an early trumpet. Vivaldi had written a trumpet concerto, and it was the 300th anniversary of Vivaldi’s birth in 1678. Anyway, that was Peter’s own explanation of why he gave the name.”

„Peter [Gibson] interessierte sich damals wirklich für Musik, komponierte Musikstücke, gab Klavierunterricht und war Kirchenorganist. Er erzählte mir, dass er die angepasste Schlitzantenne als „Vivaldi“ bezeichnet hatte, da sie wie der Querschnitt einer frühen Trompete aussah. Vivaldi hatte ein Trompetenkonzert geschrieben, und es [das Jahr 1978, in dem diese Antenne entwickelt wurde] war der 300. Jahrestag von Vivaldis Geburt im Jahr 1678. Wie auch immer, das war Peters eigene Erklärung für die Namensgebung.“

In den folgenden Jahren befasste sich Peter Gibson weiterhin intensiv mit Mikrowellen-Antennen und verfasste auch weitere Veröffentlichungen zu dieser Thematik. Zu seinen außerberuflichen Interessen gehörte die klassische Musik. Er lebte in Crawley und hinterließ nach seinem Tod 2010 seine Frau Pat.

## Schriften (Auswahl)
- The Vivaldi Aerial Veröffentlichung in den Conference Proceedings der Europäischen Mikrowellenkonferenz 1979 in Brighton (englisch). Abgerufen: 25. April 2016.